# Погорілка (Талицький міський округ)
Погорі́лка (рос. Погорелка) — присілок у складі Талицького міського округу Свердловської області.
Населення — 6 осіб (2010, 14 у 2002).
Національний склад станом на 2002 рік: росіяни — 100 %.